# Anacroneuria flintorum
Anacroneuria flintorum är en bäcksländeart som beskrevs av Froehlich 2002. Anacroneuria flintorum ingår i släktet Anacroneuria och familjen jättebäcksländor. Inga underarter finns listade i Catalogue of Life.